# Geranium niveum
Geranium niveum es una especie de planta medicinal perteneciente al género Geranium. Es originaria de México donde se encuentra en Chihuahua en Norogachi.

## Usos
Se trata de una hierba medicinal muy utilizada por los indios tarahumaras de México.
Geranin A (epi-afzelechin-(4β→8, 2β→O→7)-afzelechin), geranin B (epi-catechin-(4β→8, 2β→O→7)-afzelechin), mahuannin B, reynoutrin, hyperina, Galato de metilo y 3-beta-caffeoyl-12-oleanen-28-oic acid pueden ser encontrados en G. niveum.

## Taxonomía
Geranium niveum fue descrita por Sereno Watson y publicado en Proceedings of the American Academy of Arts and Sciences 21: 421. 1886.
Etimología
Geranium: nombre genérico que deriva del griego: geranion, que significa "grulla", aludiendo a la apariencia del fruto, que recuerda al pico de esta ave.
niveum: epíteto latino que significa "blanco como la nieve".